# Solanum demissum
Espèce
Solanum demissum est une espèce de plante herbacée tubéreuse de la famille des Solanaceae. Cette espèce originaire du Mexique est apparentée à la pomme de terre cultivée mais s'en distingue par son niveau de ploïdie, elle est en effet hexaploïde (2n = 6x = 72) tandis que la pomme de terre (Solanum tuberosum) est tétraploïde.
Solanum demissum a été utilisée dès 1905 pour introduire des gènes de résistance au mildiou dans des variétés cultivées de pomme de terre.

## Description
Solanum demissum est une plante tubéreuse herbacée,  à port dressé pouvant atteindre 60 cm de haut, vivace par ses tubercules de 1 à 5 cm de diamètre,.
Les feuilles, composées imparipennées, ont de 3,5 à 20 cm de long sur 1,5 à 10 cm de large, pubescentes sur leurs deux faces. Les pétioles de 1,5 à 3 cm de long. 
Les folioles latérales, de forme ovale elliptique, ont une taille diminuant progressivement jusqu'à la base de la feuille, la plus éloignée ayant jusqu'à 4 cm de long.
La foliole terminale mesure de 3 à 6 cm de long sur 2 à 4 cm de large.
Les fleurs sont regroupées en inflorescences du type cyme bipare. Elles ont une corolle aux pétales soudés, arrondie  de 1,5 à 2,6 cm de diamètre.  Les anthères de 2-4,5 mm de long, sont à déhiscence porricide apicale.
Les fruits sont des baies globuleuse à ovoïdes de 1 à 2,5 cm de diamètre, de couleur vert moyen, parfois marquées de points blancs. Ils contiennent de nombreuses graines ovoïdes de 2 mm de long environ.

## Répartition et habitat
L'aire de répartition de Solanum demissum s'étend depuis le nord du Mexique (États de Chihuahua et Sonora) jusqu'au Guatemala (départements de Huehuetenango, Sacatepéquez, Totonicapán), à des altitudes étagées entre 2100 et 3700 mètres,. 
On trouve cette espèce généralement dans des forêts, notamment de résineux, souvent dans des sols riches en matière organique, ainsi que dans les clairières ou à l'orée de forêts denses, mais parfois dans les sous-bois et les bords de route.

## Utilisation
Solanum demissum est une espèce intéressante pour l'amélioration des pommes de terre cultivées car elle présente des caractères de résistance à des maladies, et notamment au mildiou de la pomme de terre (Phytophthora infestans), à des ravageurs et à des facteurs abiotiques comme le froid.
Cette espèce peut être croisée avec la pomme de terre cultivée, malgré le niveau de ploïdie différent, et a été largement utilisée pour introduire des gènes de résistance au mildiou dans de nombreux cultivars depuis le début du XXe siècle.
En ce qui concerne le mildiou, on a identifié au moins 11 gènes de résistance à des races spécifiques du mildiou (R1 à R11). La plupart des cultivars de pomme de terre actuels comptent au moins un gène de résistance issu de Solanum demissum. Néanmoins, ces gènes ont tous été contournés par de nouvelles souches de mildiou,.

## Liste des variétés
Selon Tropicos (31 janv. 2013) :
- variété Solanum demissum var. perotanum Hawkes